# Corallinopsis pilulifera
Corallinopsis pilulifera är en svampart som beskrevs av Lagarde 1917. Corallinopsis pilulifera ingår i släktet Corallinopsis, divisionen sporsäcksvampar och riket svampar.   Inga underarter finns listade i Catalogue of Life.